# Verkürzungsfaktor
Der Verkürzungsfaktor VKF (auch NVP von englisch Nominal Velocity of Propagation) ist eine Kennzahl von Leitungen mit der Dimension Zahl. Er ist definiert als das Verhältnis der Phasengeschwindigkeit auf einer Leitung zur Lichtgeschwindigkeit. Im Grenzfall hoher Frequenzen entspricht er dem Kehrwert des Brechungsindex für homogene optische Ausbreitungsmedien, hängt aber nicht nur vom Material ab, sondern auch von der Geometrie des Leitungsquerschnitts.

## Bestimmung und typische Werte
Experimentell kann der VKF durch Zeitbereichsreflektometrie bestimmt werden. Dazu wird die Signallaufzeit bestimmt, die ein sehr kurzer Rechteckpuls braucht, um das Kabel zu durchlaufen.
Hohe Ausbreitungsgeschwindigkeiten (und geringe Verluste) lassen sich u. a. in Koaxialkabeln erreichen. In ihnen wird ein Innenleiter durch ein geschäumtes Dielektrikum an seinem Platz gehalten. Die geringe Permittivität des Dielektrikums vermindert gemäß u. g. Formeln den Kapazitätsbelag der Leitung und erhöht damit den Verkürzungsfaktor. Einige Werte für Hochfrequenzkabel:
| Kabeltyp                         | VKF     |
| -------------------------------- | ------- |
| Offene Bandleitung               | 95–99 % |
| Belden 9085 (Bandleitung)        | 80 %    |
| RG-8X Belden 9258 (Koaxialkabel) | 82 %    |
| RG-213 CXP213 (Koaxialkabel)     | 66 %    |

Andersherum wird für Laufzeitleitungen mit besonders geringem Verkürzungsfaktor hochpermittives Material benutzt.

## Berechnung
Der Verkürzungsfaktor wird berechnet als:
{\displaystyle \mathrm {VKF} ={\frac {v_{\mathrm {p} }}{c}}}
mit
- der Lichtgeschwindigkeit {\displaystyle c}
- der Phasengeschwindigkeit {\displaystyle v_{\mathrm {p} }} der elektromagnetischen Welle. Sie ist der Quotient aus der Vakuumlichtgeschwindigkeit und dem effektiven Brechungsindex {\displaystyle n} des Mediums:

{\displaystyle v_{\mathrm {p} }={\frac {c}{n}}={\frac {c}{\sqrt {\varepsilon _{\mathrm {r} }\,\mu _{\mathrm {r} }}}}}
mit den beiden Größen
- Effektive Permittivitätszahl {\displaystyle \varepsilon _{\mathrm {r} }(f)}
- Permeabilitätszahl {\displaystyle \mu _{\mathrm {r} }(f)} des Mediums

Sowohl Permittivität als auch Permeabilität hängen von der Frequenz des betrachteten Signals ab.
Einsetzen in die Formel des Verkürzungsfaktors ergibt:
{\displaystyle \Rightarrow \mathrm {VKF} ={\frac {1}{n}}={\frac {1}{\sqrt {\varepsilon _{\mathrm {r} }\,\mu _{\mathrm {r} }}}}}
Für die Berechnung des Verkürzungsfaktors werden kurze Rechteckpulse betrachtet, welche hohen Frequenzen entsprechen, bei denen sich {\displaystyle \varepsilon _{\mathrm {r} }} einem Grenzwert nähert.
Für die meisten Kabel gilt:
{\displaystyle \mu _{\mathrm {r} }\approx 1\Rightarrow \mathrm {VKF} \approx {\frac {1}{\sqrt {\varepsilon _{\mathrm {r} }}}}}
Bei einer verlustfreien Leitung gilt:
{\displaystyle v_{p}={\frac {1}{\sqrt {L'\,C'}}}\Rightarrow \mathrm {VKF} ={\frac {1}{c{\sqrt {L'\,C'}}}}}
mit
- dem Kapazitätsbelag {\displaystyle C'}
- dem Induktivitätsbelag {\displaystyle L'} der Leitung